# Gaston Courbe d'Outrelon
Gaston Courbe d'Outrelon (23 de octubre de 1874-13 de febrero de 1922) fue un deportista francés que compitió en ciclismo en la modalidad de pista. Ganó una medalla de bronce en el Campeonato Mundial de Ciclismo en Pista de 1899, en la prueba de velocidad individual.

## Medallero internacional
| Campeonato Mundial | Campeonato Mundial | Campeonato Mundial | Campeonato Mundial       |
| Año                | Lugar              | Medalla            | Competición              |
| ------------------ | ------------------ | ------------------ | ------------------------ |
| 1899               | Montreal (Canadá)  | Medalla de bronce  | Velocidad individual (P) |